# Onocosmoecus sequoiae
Onocosmoecus sequoiae là một loài Trichoptera trong họ Limnephilidae. Chúng phân bố ở miền Tân bắc.